# Kostel Nejsvětější Trojice (Loukov)
Kostel Nejsvětější Trojice v Loukově je pozdně goticko-renesanční sakrální stavbou postavenou na místě původního kostela ze 14. století. U kostela se nachází novogotická hrobka knížat z Rohanů. Je chráněn jako kulturní památka České republiky.

## Historie
Původní kostel, připomínaný již ve 14. století, byl znovu postaven v letech 1610-1612. Později byl poničen v roce 1819 požárem. V roce 1836 byl původní kostel znovu obnoven. Z období této obnovy pochází i novorománská věž. Hrobku knížat z Rohanů, která se nachází ve východní ose kostela a byla přistavěna roku 1824, nechala vybudovat z odkazu kněžna Berta z Rohanu.

## Architektura
Kostel je obdélný, jednolodní s polygonálně ukončeným presbytářem, ke kterému přiléhá novogotická sakristie s oratoří. Ta byla postavena po roce 1819. Kostel má západní hranolovou dvoupatrovou věž s jehlanem, která byla novogoticky upravena roku 1836. Okna kostela mezi opěráky jsou hrotitá s pozdně gotickými kružbami. Na jižní straně lodi se nachází hrotitý portál.
Presbytář má síťovou klenbu. Loď kostela s dřevěnou kruchtou na sloupech má valenou klenbu s lunetami přiléhajícími na nástěnné pilastry. Předsíň u věže je sklenuta křížem s hřebínky. Do sakristie se vstupuje hrotitým portálem. Oratoř má valenou klenbu a je otevřená obloukem do presbytáře.

## Vybavení kostela

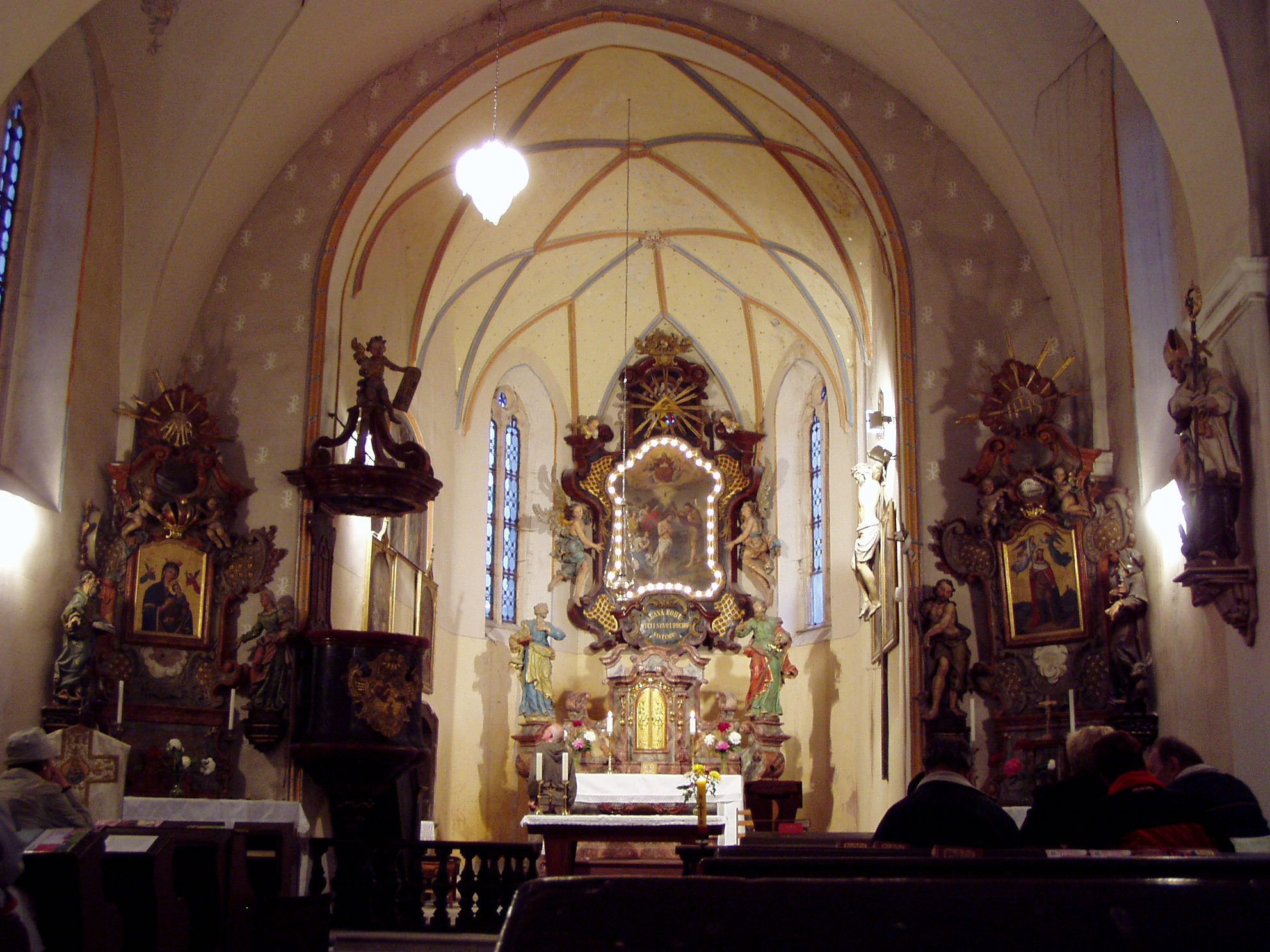
Interiér kostela Nejsvětější Trojice v Loukově

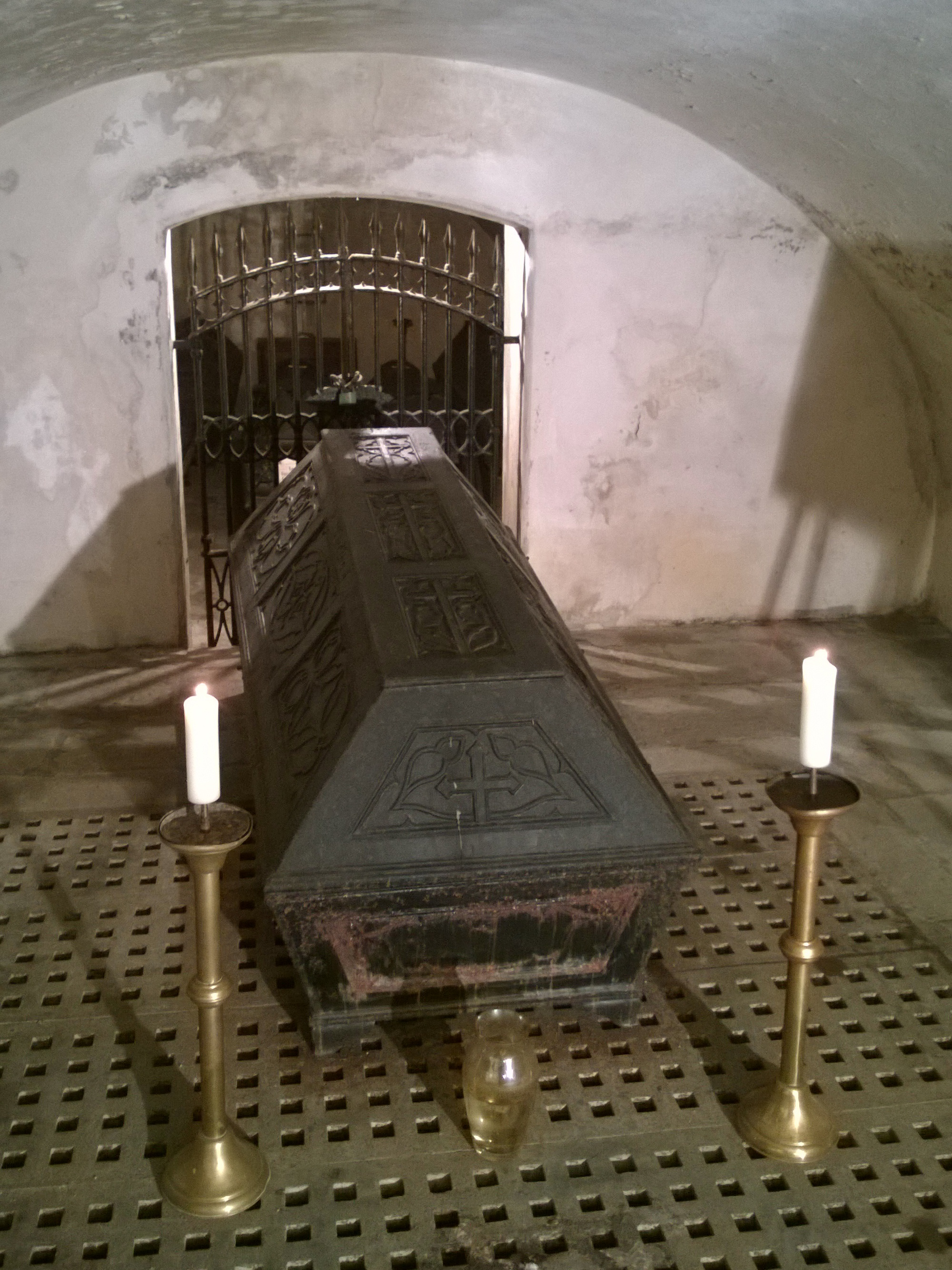
Interiér Rohanské hrobky, hlavní místnost

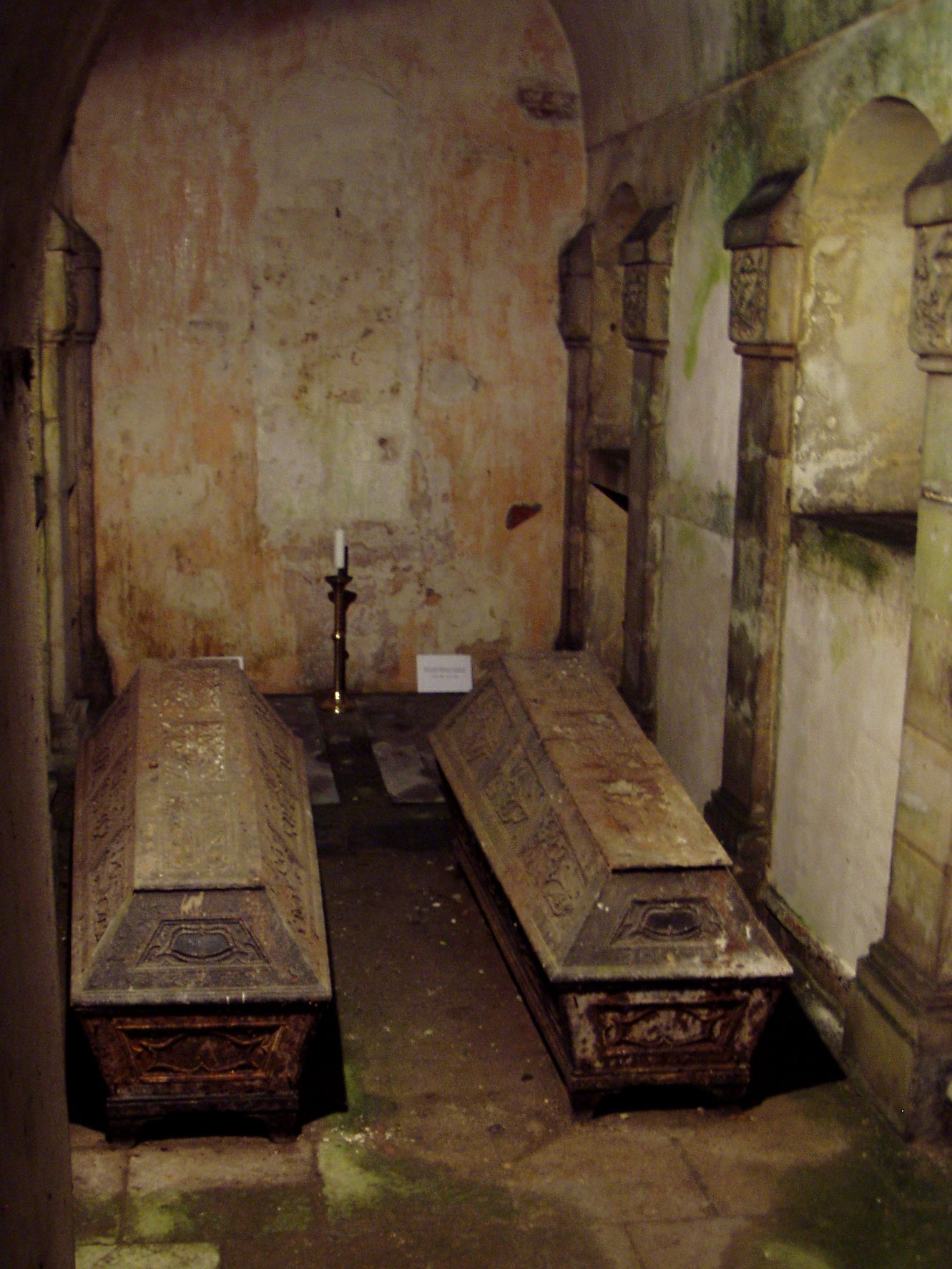
Boční místnost Rohanské hrobky

Zařízení pochází z 18. století. Hlavní oltář je rokokový rámový. Je opatřen sochami sv. Petra a Pavla od M. Jelínka, z období kolem roku 1760 a také obrazem Křtu Páně od F. Majšajdra z roku 1874. Oba boční rokokové oltáře jsou panelové. Levý boční oltář je zasvěcený Panně Marii a jsou zde sochy sv. Jáchyma a Anny, pravý boční oltář zasvěcený sv. Václavu z roku 1762 je se sochami sv. Jana Křtitele a Ivana. Kazatelna je rokoková, avšak prostá. Varhany pocházejí z klasicistního období. V interiéru je umístěna cínová křtitelnice z roku 1582. V lodi se na konzolách nacházejí hodnotné barokní sochy sv. Víta, Vojtěcha, Prokopa a Ludmily z období kolem roku 1740.

## Okolí kostela

### Rohanská hrobka
Při kostele stojící Rohanská hrobka je novogotická, čtvercová. Má trojosé průčelí, které je uprostřed vyvršeno trojhranným štítem. Pod štítem je hrotitý portál. Po stranách má hrobka kruhová okna. Vnitřek je sklenut šesti poli plackové klenby na pásech, které jsou podpírány uprostřed dvěma pilíři.

### Venkovní sochy
V Loukově jsou dvě zajímavé sochy světců, socha sv. Jana Nepomuckého z roku 1779 a socha sv. Josefa z roku 1798. Zajímavý je také místní kříž se zlaceným korpusem Ukřižovaného Krista z roku 1892.